# HEP

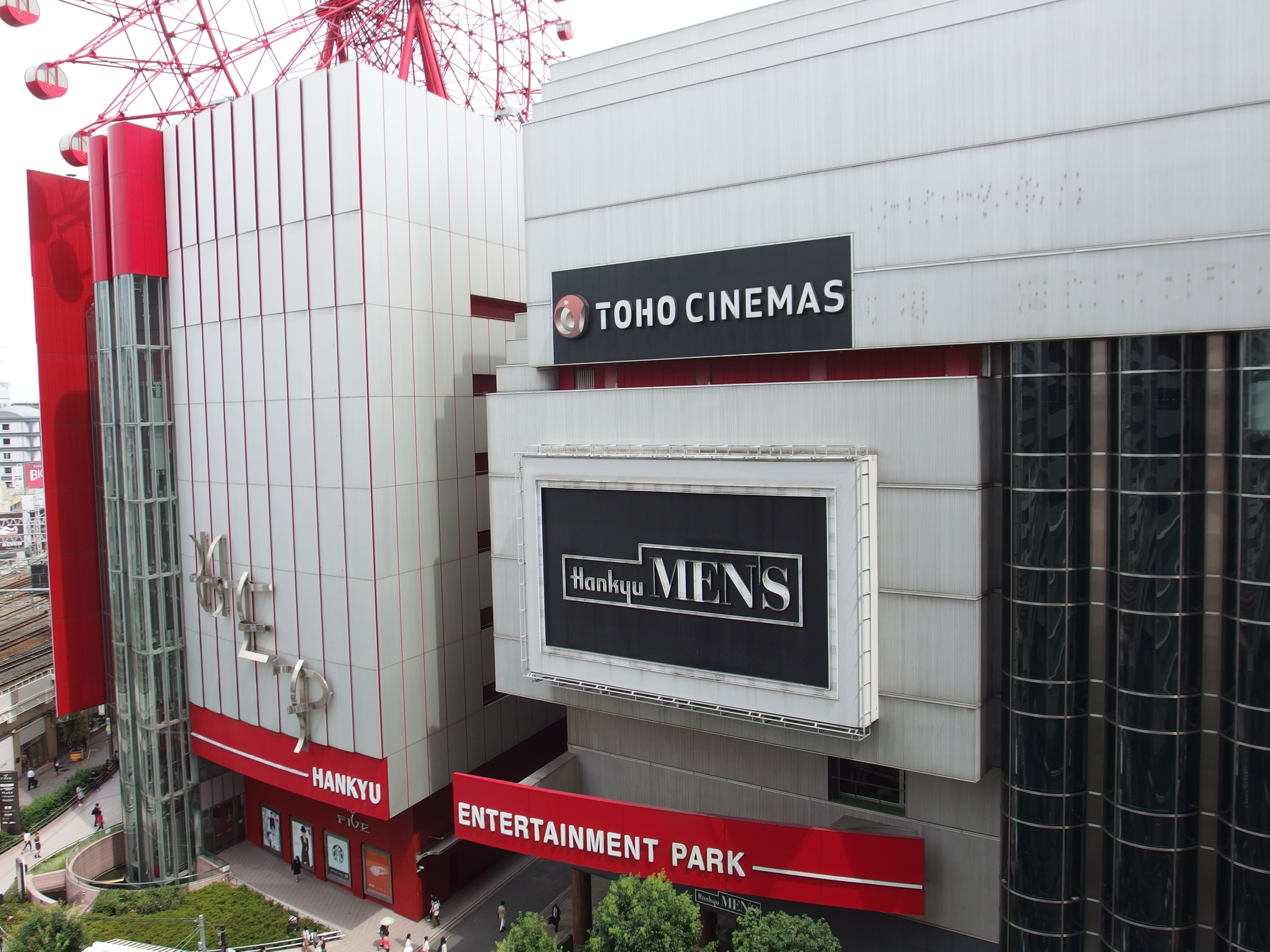
HEP FIVEとHEP NAVIO（2014年9月）

HEP（ヘップ）とは、大阪市北区角田町（梅田地区）にある阪急阪神東宝グループの複合商業施設である。「HEP FIVE」（ヘップファイブ）、「HEP NAVIO」（ヘップナビオ）から構成される。

## 概要
名称は「Hankyu Entertainment Park」（阪急エンターテインメント・パーク）の頭文字からとったものである。HEPファイブは阪急リート投資法人、HEPナビオは阪急不動産株式会社と東宝株式会社が資産所有会社。運営は2008年（平成20年）現在、阪急阪神ビルマネジメント株式会社（以前は（株）阪急ファシリティーズ、その前は（株）阪急ファイブ、（株）ナビオ阪急それぞれの運営会社があった）が行っている。
「HEP FIVE」の前身は、阪急不動産、オーエス、東宝、コマ・スタジアム、阪急電鉄の5社によって設立された(株)阪急ファイブにより、1971年（昭和46年）12月3日に「阪急ファイブ」（梅田阪急会館）として開業した商業施設である。
「HEP NAVIO」は、阪急交通社の前身となる阪急電鉄代理店部が入居していた阪急航空ビルと、東宝系の北野劇場・北野シネマ・梅田劇場・梅田スカラ座・梅田地下劇場の入る梅田東宝会館を解体した跡地に1980年（昭和55年）10月24日、地下2階、地上10階建の「ナビオ阪急」（梅田阪急東宝会館）として開業。以来、阪急百貨店うめだ本店、阪急三番街、阪急32番街などと共に、阪急系列の商業施設（阪急村）の中核を担ってきた。開業当初は店舗数120、最上階に1000席ある3つの大劇場（北野劇場・梅田劇場・梅田スカラ座）を配置し、3階にはナビオ美術館（2007年10月28日閉館）も併設していた。
1998年（平成10年）10月22日、阪急ファイブとナビオ阪急を一体化する戦略が発表され、阪急ファイブは「HEP FIVE」、ナビオ阪急は「HEP NAVIO」と改称。これに伴い、HEP FIVEに観覧車を設置するなど、全館で大幅な改装が行われた。

## HEP FIVE
旧阪急ファイブと旧梅田コマ劇場の跡地に建設されたファッションビル。1998年（平成10年）11月28日開業、地下3階、地上10階建。地下2階から地上9階までファッション（10 - 20代女性に人気のブランドが中心）・雑貨・グルメ・アミューズメントなどのショップが170店舗以上揃っている。
HEP FIVEの屋上には、世界初のビル一体型の観覧車（冷暖房完備）が設けられている。一部分が商業施設の中を通るように配された真っ赤な大観覧車は、梅田のランドマークともなっている。ゴンドラ数は52台、直径75m、最上部の高さは約106m。天気の良い時には大阪市内だけでなく、六甲山、生駒山なども望むことが出来る。
1階エントランスには石井竜也がデザインした赤い親子クジラのオブジェが吊るされている。アトリウムで流れるBGMも彼のプロデュースによるものである。
正面入口は以前は回転扉であったが、現在は自動扉になっている。過去、館内では「HEP BOY」と呼ばれる男性スタッフが案内などを行っていたが、現在は女性スタッフで構成されている。インフォメーションカウンターではベビーカーの無料貸出しも行っている。
8階にはHEP HALLがあり、演劇・音楽ライブ・お笑い・展覧会・映画祭など各種イベントが行われている（旧阪急ファイブ内にあった『オレンジルーム』が前身）。また8・9階にはバンダイナムコアミューズメントのVRアミューズメント施設「VR ZONE OSAKA」（2018年9月オープン）もあったが、2020年10月25日で閉館。跡地は8階が「namco HEP FIVE店」、9階が「ガシャポンのデパート HEP FIVE店」となった。2020年11月、同店のプリクラコーナー「エグナム (eggnam)」が、設置台数40台を以て“世界一多くのプリクラ機器が稼働中の店舗”としてギネス世界記録に認定された。さらに、2020年2月には9階に「Hugood! from NAMJATOWN」が開業した後、同ブランドの終了後前述の「eggnam」も含め大型改装、2023年3月10日に2フロア構成の「バンダイナムコ Cross Store 大阪梅田」としてリニューアルオープンした。

### 建築基準法違反
所在自治体の大阪市は、2020年10月に同施設屋上から男子高校生が通行人を巻き添えに飛び降り自殺した事件を受けて調査を実施したところ、屋上広場の周囲に建築基準法施行令の定める基準を満たした｢柵｣が設置されていなかったことが判明。市はHEPを所有する阪急阪神不動産側に口頭で是正指導を行っている。

### HEP OFC
若者のファッション文化の育成を目的として、HEP FIVEの前身である阪急ファイブのレギュラーイベントとして1972年にスタートしたファッションコンテスト (Original Fashion Contest)。
毎回、回を重ねるごとに、関西はもとより、中部、関東にと全国から多数の応募があり、毎回、激戦が繰り広げられている。第31回には日本全国だけでなく、韓国、中国、シンガポール、タイ、さらにオーストラリアやメキシコのデザイナーより2,378点ものデザイン画の応募があった。第40回の2017年度を以て終了した。

## HEP NAVIO
NAVIOとはポルトガル語で「大きな船」という意味で、三角形の土地を船の舳先に見立てた外観をしている。地下2階、地上10階建て。地下1階から地上5階は男性用服飾専門店の阪急百貨店メンズ館、6階と7階および地下2階は飲食店街、7階から9階はTOHOシネマズのシネマコンプレックスがあり直通エレベータで地上と結ばれている。
「ナビオ阪急」時代は映画館を核とした商業ビルであったが、売り上げ減少に伴い2007年（平成19年）10月28日、映画館を除いて入居店舗すべてが閉館。その後、建て替え中だった阪急百貨店うめだ本店の男性ファッションを中心とした別館と位置づけられ、2008年（平成20年）2月1日にHankyu MEN'S（阪急百貨店メンズ館）として新装・開店した。
阪急百貨店メンズ館は2012年（平成24年）の本店の全館開業に合わせて、名称を「阪急メンズ大阪」に改称した。HEP NAVIOの地下1階から地上5階までの総売り場面積約1万6000m2は、伊勢丹新宿店のメンズ館（約1万m2）を上回り日本最大であり、約300のブランドが揃う店舗になっている。

### TOHOシネマズ梅田
- 1980年（昭和55年）10月24日、ナビオ阪急8階に「北野劇場」（1,016席）「梅田劇場」（920席）「梅田スカラ座」（937席）がオープン。こけら落としの作品は『レイズ・ザ・タイタニック』（北野劇場）『将軍 SHŌGUN』（梅田劇場）『アーバン・カウボーイ』（梅田スカラ座）の3作品。
- 1998年（平成10年）10月23日、7階に「ナビオシネ4」「ナビオシネ5」を増設[11]。この頃から5館をまとめて“ナビオシネプレックス”と呼称するようになる。
- 2002年（平成14年）11月23日、シネマコンプレックスに改装され「ナビオTOHO PLEX」と改称。
- 2006年（平成18年）10月1日、東宝からTOHOシネマズに運営・経営が移管される。
- 2007年（平成19年）10月1日、館名を現在の『TOHOシネマズ梅田』に改称。
- 2009年（平成21年）、『アバター』（ジェームズ・キャメロン監督）上映を機に3Dデジタルシネマシステムを導入。その後全スクリーンがデジタル上映対応となった。
- 2015年（平成27年）12月5日、シアター1にTCX（ティーシーエックス、TOHO CINEMAS EXTRA LARGE SCREEN）とドルビーアトモスを導入しリニューアル[12]。座席数が747席から733席に減少した。

| シアター | 座席数 | 車椅子席 | 特徴 |
| -------- | ------ | -------- | --- |
| 1        | 733    | 4        | 旧「北野劇場」。常に洋画の大作・話題作を中心に上映。 2022年1月現在、現存する日本国内の映画館としては座席数最多のスクリーンとなった。 2015年にドルビーアトモスを採用。 |
| 2        | 475    | 3        | 旧「梅田スカラ座」。 主にTCスカラ座系の洋画・邦画を上映。 |
| 3        | 470    | 3        | 旧「梅田劇場」。 主に邦画（TC日劇スクリーン2系）が上映されることが多い。                                                                                              |
| 4        | 99     | 2        | 旧「梅田スカラ座」の2階席部分を分割・改装。 |
| 5        | 96     | 2        | 旧「梅田劇場」の2階席部分を分割・改装。 |
| 6        | 99     | 1        | シアター4・5に隣接。 |
| 7        | 132    | 2        | 旧「ナビオシネ4」 |
| 8        | 152    | 2        | 旧「ナビオシネ5」 |

シネコンとなった当初は7スクリーンあったが、後に1スクリーン増設され8スクリーンとなった。総座席数は2270席（車椅子席19）。シアター1・2・3が8階、4・5・6が9階、7・8が7階に所在している。音響設備は全スクリーン5.1チャンネルデジタルサウンドである（スクリーン1のみドルビーアトモス対応）。
他に隣接する梅田楽天地ビル内の映画館を「TOHOシネマズ梅田アネックス」シアター9・10としている。アネックスとは別館を意味する。

## アクセス

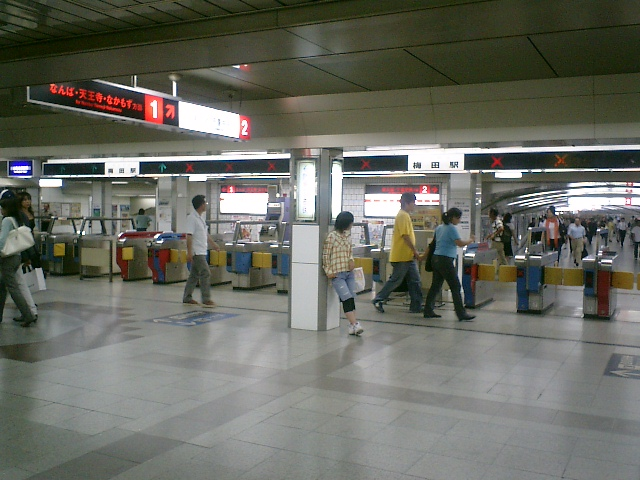
地下街で各線と連絡

下記の駅から徒歩約数分-10分程度。地下街で連絡している。以下近い順に記す。
- 阪急 大阪梅田駅
- 阪神 大阪梅田駅
- 地下鉄御堂筋線 梅田駅
- 地下鉄谷町線 東梅田駅
- JR 大阪駅